# Bogusław Frączek
Bogusław Frączek (ur. 7 października 1956) – polski lekkoatleta, wieloboista, medalista mistrzostw Polski, reprezentant Polski.

## Kariera sportowa
Był zawodnikiem AZS Warszawa.
Na mistrzostwach Polski seniorów na otwartym stadionie zdobył dwa srebrne medale w sztafecie 4 x 400 metrów: w 1977 i 1978. Najbliżej medalu indywidualnie był w 1978, kiedy w dziesięcioboju zajął 4. miejsce. 
Reprezentował Polskę w zawodach Pucharze Europy w wielobojach, zajmując w 1979 18. miejsce w półfinale, z wynikiem 7188.
Rekord życiowy w dziesięcioboju: 7542 (15.06.1980), według tabel obowiązujących od 1985, w siedmioboju w hali: 5324 (20.02.1983).